# Ettore Messina
Ettore Messina (Catania, Sicilija, 30. rujna 1959.) je talijanski košarkaški trener. Kao trener osvojio 4 naslova prvaka Eurolige. Dva naslova prvaka Europe Messina je osvojio s Knorrom iz Bologne, 1998. i 2001. godine, a dva s CSKA-om, i to u samo četiri sezone na kormilu tog kluba. Dobitnik je nagrade "Alexander Gomelskyi" za najboljeg euroligaškog trenera u sezonama 2006./07. i 2007./08. 11. lipnja 2009. potpisao je trogodišnji ugovor i preuzeo klupu košarkaškog kluba Real Madrid. Uvršten je među 50 osoba koje su najviše pridonijele Euroligi.

## Vanjske poveznice
- Trenerski profil na Euroleague.net
- Trenerska karijera  Arhivirana inačica izvorne stranice od 9. svibnja 2009. (Wayback Machine) na Basketpedya.com